# Stefanos Ntouskos
Stefanos Ntouskos (in greco Στέφανος Ντούσκος?; Giannina, 27 marzo 1997) è un canottiere greco, campione olimpico nel singolo ai Giochi olimpici estivi di Tokyo 2020 e vincitore dell'oro nel 2 di coppia ai Giochi del Mediterraneo di Tarragona 2018.

## Palmarès
- Giochi olimpici

Tokyo 2020: oro nel singolo
- Giochi del Mediterraneo

Tarragona 2018: oro nel 2 di coppia
- Mondiali U23

Plovdiv 2015: argento nel BLM2-
Rotterdam 2016: argento nel BM1X
Sarasota 2019: bronzo nel BLM2-
- Europei U23

Brest 2018: oro nel BM2x
Giannina 2019: bronxo nel BM1x